# レインボウクエスト
レインボウクエスト（またはレインボークエスト・レインボウクウェスト・レインボークウェストなどなどRainbow Quest、1981年 - 2007年）はアメリカ生まれでイギリスで調教を受けた競走馬、種牡馬。1985年凱旋門賞に勝利し種牡馬としても成功した。日本ではサクラローレルの父として有名。

## 戦績
1983年に未勝利でデビューし1着。次走にも勝ちG1デューハーストステークスに挑戦するが、エルグランセニョールの2着に敗れる。翌1984年は初戦のG3クレイヴンステークスでリアファンの2着に敗れるとその後も英2000ギニー4着、ジョッケクルブ賞（フランスダービー）3着、アイリッシュダービー2着と勝ち切れない競馬が続いた。次走はレースの格を落として地元イギリスのG3をレコード勝ちすると、凱旋門賞へ出走する。だがここでサガスの18着と生涯最悪の大敗を喫する。
1985年は初戦を勝った後コロネーションカップで初G1制覇。だがその後はG1エクリプスステークス2着、G1キングジョージ6世&クイーンエリザベスダイヤモンドステークス3着と大レースでは相変わらずの勝ち切れなさを露呈した。こうして2年連続で凱旋門賞に出走し、またも2位で入線する。1位サガスの連覇かと思われたが、レース後にサガスがレインボウクエストの進路を妨害したとして2着に降着となり、レインボウクエストが繰り上げ優勝を飾った。同レースを最後に引退、種牡馬となった。競走馬としては大レースでは善戦ばかり、最大の勝ち鞍である凱旋門賞も繰り上げ優勝とケチがついてしまったが、種牡馬として大成した。

## 種牡馬
1986年よりバンステッドマナースタッドで繋養され、父子2代凱旋門賞制覇のソーマレズ、エプソムダービー優勝馬クエストフォーフェイムなどステークスウィナーを数多く輩出し名種牡馬としての地位を確立、日本では持込馬サクラローレルが活躍した。産駒の特徴はとにかく芝の中長距離に活躍馬が偏っており、短距離やダートでの実績馬は少ない。2007年7月7日に疝痛手術後の合併症のため安楽死の処分がとられた。

### 代表産駒
- ソーマレズ（凱旋門賞、パリ大賞典）
- クエストフォーフェイム（エプソムダービー、ハリウッドターフハンデキャップ）
- サクラローレル（天皇賞（春）、有馬記念）
- サンシャック（コロネーションカップ、ロワイヤルオーク賞）
- ネダウィ（セントレジャーステークス）
- スペクトラム（アイリッシュ2000ギニー、アイリッシュチャンピオンステークス）
- ナイツバロネス（アイリッシュオークス）
- レイントラップ（ロワイヤルオーク賞、ロスマンズインターナショナルステークス）
- フィージー（イエローリボンステークス、ゲイムリーブリーダーズカップハンデキャップ）
- シャウトアウト（カドラン賞）
- レインボウダンサー（ハリウッドターフハンデキャップ、オークトゥリーターフチャンピオンシップ）
- クロコルージュ（リュパン賞、イスパーン賞）
- アーミジャー（レーシングポストトロフィー）
- スペシャルクエスト（クリテリウムドサンクルー）
- エダビヤ（モイグレアスタッドステークス）
- ミレナリー（セントレジャーステークス）
- ブライトジェネレーション（オークスイタリアーノ）
- クラウデッドハウス（レーシングポストトロフィー）
- スプラッシュオブカラー（フォワ賞）
- アドマイヤカイザー（エプソムカップ）

### 母父としての主な産駒
太字はGI・JpnI競走を示す
- バンブーエール（JBCスプリント、東京盃、クラスターカップ）
- コスモサンビーム（朝日杯フューチュリティステークス、京王杯2歳ステークス、スワンステークス）
- ストーミーカフェ（共同通信杯、札幌2歳ステークス）
- アスクビクターモア（弥生賞ディープインパクト記念、菊花賞）[1]

## 血統表
| レインボウクエストの血統（ブラッシンググルーム系（ナスルーラ系 ） / Nearco 4×5=9.38%、Firdaussi 5×5=6.25%、Blenheim、His Grace 5×5=6.25%） | レインボウクエストの血統（ブラッシンググルーム系（ナスルーラ系 ） / Nearco 4×5=9.38%、Firdaussi 5×5=6.25%、Blenheim、His Grace 5×5=6.25%） | レインボウクエストの血統（ブラッシンググルーム系（ナスルーラ系 ） / Nearco 4×5=9.38%、Firdaussi 5×5=6.25%、Blenheim、His Grace 5×5=6.25%） | （血統表の出典）        | （血統表の出典） |
| 父 Blushing Groom 1974 栗毛 | 父の父Red God 1954 栗毛 | Nasrullah | Nearco                  | Nearco           |
| 父 Blushing Groom 1974 栗毛 | 父の父Red God 1954 栗毛 | Nasrullah | Mumtaz Begum            |                  |
| 父 Blushing Groom 1974 栗毛 | 父の父Red God 1954 栗毛 | Spring Run | Menow                   | Menow            |
| 父 Blushing Groom 1974 栗毛 | 父の父Red God 1954 栗毛 | Spring Run | Boola Brook             |                  |
| 父 Blushing Groom 1974 栗毛 | 父の母Runaway Bride 1962 鹿毛 | Wild Risk | Rialto                  | Rialto           |
| 父 Blushing Groom 1974 栗毛 | 父の母Runaway Bride 1962 鹿毛 | Wild Risk | Wild Violet             |                  |
| 父 Blushing Groom 1974 栗毛 | 父の母Runaway Bride 1962 鹿毛 | Aimee | Tudor Minstrel          | Tudor Minstrel   |
| 父 Blushing Groom 1974 栗毛 | 父の母Runaway Bride 1962 鹿毛 | Aimee | Emali                   |                  |
| 母 I Will Follow 1975 鹿毛 | 母の父Herbager 1956 鹿毛 | Vandale | Plassy                  | Plassy           |
| 母 I Will Follow 1975 鹿毛 | 母の父Herbager 1956 鹿毛 | Vandale | Vanille                 |                  |
| 母 I Will Follow 1975 鹿毛 | 母の父Herbager 1956 鹿毛 | Flagette | Escamillo               | Escamillo        |
| 母 I Will Follow 1975 鹿毛 | 母の父Herbager 1956 鹿毛 | Flagette | Fidgette                |                  |
| 母 I Will Follow 1975 鹿毛 | 母の母Where You Lead 1970 栗毛 | Raise a Native | Native Dancer           | Native Dancer    |
| 母 I Will Follow 1975 鹿毛 | 母の母Where You Lead 1970 栗毛 | Raise a Native | Raise You               |                  |
| 母 I Will Follow 1975 鹿毛 | 母の母Where You Lead 1970 栗毛 | Noblesse | Mossborough             | Mossborough      |
| 母 I Will Follow 1975 鹿毛 | 母の母Where You Lead 1970 栗毛 | Noblesse | Duke's Delight F-No14-f |                  |

近親には祖母（母の母）Where You Leadを同じくするコマンダーインチーフ、ウォーニングなどがいる。